# Homaemus aeneifrons
Homaemus aeneifrons är en insektsart som först beskrevs av Thomas Say 1824.  Homaemus aeneifrons ingår i släktet Homaemus och familjen sköldskinnbaggar.

## Underarter
Arten delas in i följande underarter:
- H. a. aeneifrons
- H. a. extensus